# Henry Weißkopf
Henry Weißkopf (* 17. September 1935) ist ein ehemaliger deutscher Fußballspieler. Von 1956 bis 1965 spielte er für die Betriebssportgemeinschaft (BSG) Lokomotive Stendal in der DDR-Oberliga, der höchsten Spielklasse im DDR-Fußball.

## Sportliche Laufbahn
Seine Laufbahn als Fußballspieler begann Henry Weißkopf bei der BSG Lok Röblingen im Mansfelder Land. 1953 wechselte er zur BSG Aktivist Amsdorf, wo er zuletzt in der drittklassigen Bezirksliga Halle spielte. Von dort ging er zur Saison 1956 (Kalenderjahr-Spielrhythmus) zum Oberligisten Lok Stendal, wo er in der Saisonrückrunde anstelle des ausgeschiedenen Dieter Tanneberger als Verteidiger zwölf der restlichen dreizehn Punktspiele bestritt. In der folgenden Saison 1957 wirkte Weißkopf in allen 26 Oberligaspielen mit, stieg aber mit der Lok-Mannschaft am Ende der Spielzeit in die zweitklassige DDR-Liga ab. In der DDR-Liga-Saison 1958 kam er in 23 der 26 Punktspiele zum Einsatz und kam als Verteidiger zweimal zum Torerfolg. Lok Stendal stieg zwar sofort wieder auf, entwickelte sich in den folgenden Spielzeiten jedoch zur Fahrstuhlmannschaft zwischen Erst- und Zweitklassigkeit. So musste Weißkopf 1960 und 1962/63 (seit 1961 wieder im Herbst-Frühjahr-Spielrhythmus) noch zweimal in der DDR-Liga spielen. Erst ab 1963 konnte sich die BSG Lok längerfristig in der Oberliga etablieren. Weißkopf war inzwischen zum Mittelfeldspieler umgestellt worden, hatte seinen Stammplatz aber weiter behauptet. Nachdem er 1963/64 mit 21 Punktspieleinsätzen und zwei Toren eine weitere erfolgreiche Saison absolviert hatte, konnte er in der Saison 1964/65 nur zwölf Punktspiele in der Hinrunde bestreiten. 1965/66 spielte Weißkopf seine letzte Saison für die 1. Mannschaft von Lok Stendal. Er kam nur noch in vier Oberligaspielen der Hinrunde zum Einsatz und verpasste auch das Endspiel um den DDR-Fußballpokal, in dem die Lok-Mannschaft mit 0:1 gegen Chemie Leipzig verlor. Bis 1968 war er noch bei der 2. Mannschaft der BSG Lok Stendal in der viertklassigen Bezirksklasse Magdeburg aktiv. Danach kehrte nach Amsdorf zurück, arbeitete im benachbarten Kaliwerk Teutschenthal, spielte zunächst noch als Freizeitfußballer bei der unterklassigen BSG Aktivist Teutschenthal, wo er später auch als Übungsleiter fungierte.